# Pancé
Pancé é uma comuna francesa na região administrativa da Bretanha, no departamento Ille-et-Vilaine. Estende-se por uma área de 19,37 km². Em 2010 a comuna tinha 1 211 habitantes (densidade: 62,5 hab./km²).